# Teide 2390
Teide 2390 is een livealbum van de Italiaanse rockband Nosound. Het album is een weergave van een concert dat Nosound gaf voor een aantal genodigden tijdens het Starmus Festival, gehouden in het op 2390 meter hoogte gelegen observatorium (Observatorio del Teide) op de vulkaan El Teide op Tenerife.  

## Musici
- Giancarlo Erra – zang, gitaar
- Paolo Vigliarolo – gitaar
- Alessandro Luci – basgitaar
- Marco Berni – toetsinstrumenten, zang
- Giulio Caneponi – slagwerk

## Muziek
| Nr. | Titel               | Duur |
| --- | ------------------- | ---- |
| 1.  | In my fears         | 7:00 |
| 2.  | Fading silently     | 8:04 |
| 3.  | Places remained     | 4:46 |
| 4.  | Kites               | 7:55 |
| 5.  | Cold afterall       | 6:11 |
| 6.  | The anger song      | 4:01 |
| 7.  | Idle end            | 5:33 |
| 8.  | Wherever you are    | 5:40 |
| 9.  | Paralysed           | 7:35 |
| 10. | I miss the ground   | 4:50 |
| 11. | A new start         | 5:03 |
| 12. | The moment she knew | 8:39 |

Het album is gepaard met een dvd met sfeerimpressies.